# 罗氏山鹧鸪
，是鸡形目雉科的一种鸟类。

## 特征
罗氏山鹧鸪体重约336克，翼长约140.4毫米，嘴峰长约23.5毫米，喙宽度约5.6毫米，喙厚度约8.4毫米，跗蹠长约43.5毫米，尾长约43.8毫米。罗氏山鹧鸪在其分布区内为留鸟，其栖息在密集的高大树木组成的森林中，食性为草食性。

## 分布
苏门答腊岛西北部的巴塔克地区。